# Matrículas automovilísticas de Gibraltar
Las placas de matriculación de Gibraltar son muy parecidas a las del Reino Unido, con su mismo color y tipografía, que se ajusta al modelo europeo de 1998.

## Dimensiones
Las placas de matrícula de Gibraltar tienen el mismo diseño que las del Reino Unido, de 520 x 111 mm.

## Matriculación

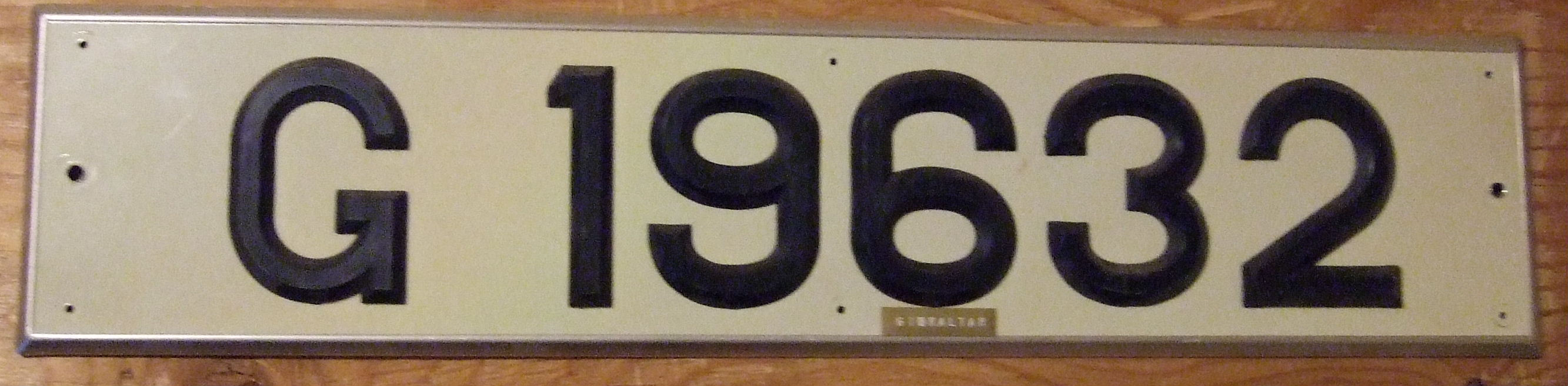
Antigua matrícula de Gibraltar.

Desde 1912 hasta 2001, las placas de matriculación de Gibraltar consistían en la letra "G" (de Gibraltar), seguida de 5 dígitos emitidos secuencialmente. La primera matrícula presentada fue "G 1", mientras que la última fue "G 99999".

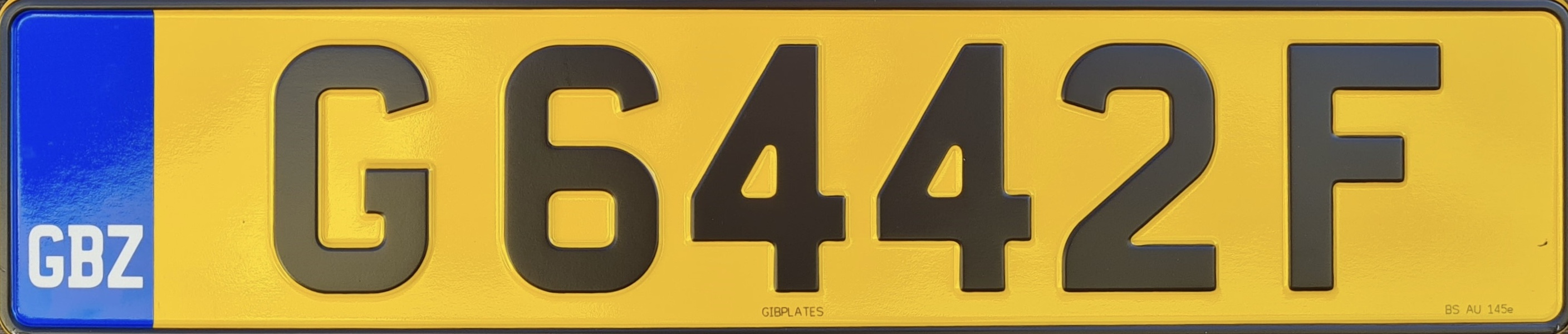
Actual matrícula de Gibraltar.

El nuevo sistema de matriculación fue presentado en octubre de 2001, cuando, en previsión de quedarse sin números, decidieron lanzar un nuevo sistema de numeración que fuese la bandera europea a la izquierda con las siglas internacionales de Gibraltar: "GBZ".

## Número de placas especiales
- El coche del Ministro Principal tiene el registro del número "G1".